# The Big One (achtbaan)
The Big One, vorheen de Pepsi Max Big One (van 1994 tot 2011), is een stalen achtbaan in het Britse attractiepark Blackpool Pleasure Beach.
Toen de attractie geopend werd op 28 mei 1994 was het de grootste, snelste en steilste achtbaan in de wereld. Deze verloor de titel voor snelheid en grootheid toen de Fujiyama werd geopend in 1996. Het verloor de titel voor steilste toen de Oblivion in Alton Towers in 1998 opende. De achtbaan werd tot en met 2011 gesponsord door Pepsi Max.
Sinds 2022, na de officiële sluiting en afbraak van The Ultimate is The Big One de langste achtbaan van Europa.
Huidig:
Avalanche · 
Big Dipper ·
Blue Flyer ·
Grand National ·
Icon ·
Infusion ·
Revolution ·
Nickelodeon Streak ·
The Big One ·
Steeplechase
Verdwenen:
Big Apple · 
Circus Clown · 
Cyclone · 
Scenic Railway · 
Space Invader 2 · 
Tokaydo Express · 
Velvet Coaster · 
Vikingar · 
Virginia Reel ·
Wild Mouse